# Prietella phreatophila
 Prietella phreatophila és una espècie de peix de la família dels ictalúrids i de l'ordre dels siluriformes.

## Hàbitat
És un peix d'aigua dolça i de clima tropical.
Es troba a Amèrica: pous a prop de la Sierra de Santa Rosa (Coahuila de Zaragoza, Mèxic).

## Estat de conservació
Es troba amenaçat d'extinció a causa de la contaminació de les aigües subterrànies i la pesca excessiva.